# Premi Galicia en Feminino

Els premis Galicia en Feminino, promoguts per la Conselleria de Família i Promoció de Treball, Dona i Joventut, pretenien reconèixer la tasca de professionals i col·lectius a favor de la igualtat d'oportunitats entre homes i dones. Així els definia Manuel Fraga: 
| « | “als inicis del segle xxi, la consecució de la igualtat real d'oportunitats es presenta com un gran desafiament per a les societats modernes que, como la nostra, propugnen, com a valors del seu ordenament jurídic, la llibertat, la igualtat i la justícia”. Per tant, l'entrega d'aquests premis “permet reflexionar sobre els avenços assolits i fixar objectius per a continuar avançant en la plena integració de la dona a tots els àmbits de la societat”. | » |

Els premis Galicia en Feminino s'entregaven anualment el 8 de març, Dia Internacional de la Dona.

## Guardonades

### Any 2005
Premi per la consecució de la igualtat d'oportunitats per a les dones
- Chus Lago, alpinista.[2]

Premio per la solidaritat i esforç per aconseguir la igualtat d'oportunitats
- Irene Cuervo, mestra directora del Centre de Dia Ó Mencer, de Ferrol.[3]

Premiada per la seva participació artístico-cultural
- Toñi Vicente, cuinera.

Premiada en comunicació 
- Mariana Carballal, actriu i directora de la sèrie Libro de familia.

Premi per la participació de les dones en la vida política, social i econòmica de Galícia
- L'empresa PSA-Citröen.

### Any 2004
Premiades per treballar a favor de la igualtat d'oportunitats entre ambdós sexes
- Ana Pastor, ministra de Sanitat.[4]
- Carmen Colmenero, presidenta de Creu Roja Galicia.
- Ana Míguez, presidenta de l'Asociación Alecrín.

Premiada per la seva participació artístico-cultural
- Kina Fernández, dissenyadora.

Premiada en comunicació 
- Marisa Real, directora de Club Faro de Vigo.

Premiada per la seva participació social
- Ana Míguez, presidenta de Alecrín.

### Any 2003
Premiada per la difusió d'imatge no discriminatòria de les dones
- Blanca García Montenegro, presidenta Grupo El Progreso.

Premiada per la seva participació artístico-cultural
- Teresa Portela, piragüista.

Premi a la participació laboral de les dones
- Asociación de Mariscadoras Areal, presidenta Dolores Bermúdez.

Premio a la participació social de les dones
- María Teresa Fernández Cabaleiro, presidenta de l'asociación Juan XXIII.[5]

Premiada honorífica per la defensa de la igualtat
- Manuela López Besteiro, ex consellera de Família i Promoció de Feina, Dona i Joventut.

### Any 2002
Premi a la difusió d'imatge no discriminatòria de les dones
- Ángela Rodicio, periodista.

Premi a la participació artístico-cultural de les dones
- Luz Pozo Garza, poetessa.

Premi a la participació laboral de les dones
- María José Jove, vicepresidenta de Fadesa.

Premi a la participació social de les dones
- Carmen Avendaño Otero, coordinadora del centre Érguete.

Premiada honorífica per la defensa de la igualtat
- Carmela Arias y Díaz de Rábago, comtessa de Fenosa i presidenta de la Fundació Barrié de la Maza.[6]

### Any 2001
Premi a la difusió d'imatge no discriminatòria de les dones
- Marina Mayoral, escriptora, professora i assagista.

Premi a la participació artístico-cultural de les dones
- grup Leilía

Premi a la participació laboral de les dones
- Empresarios da Construción de Pontevedra (APEC)

Premi a la participació social de les dones
- Rosa Otero, presidenta de l'Asociación Antonio Noche, de La Corunya.

Premi honorífic per la defensa de la igualtat
- Natividad Marcotegui, directora del Centro Vagalume, de Santiago de Compostel·la.